# 23735 Cohen
23735 Cohen là một tiểu hành tinh vành đai chính với chu kỳ quỹ đạo là 1260.8171545 ngày (3.45 năm).
Nó được phát hiện ngày 19 tháng 4 năm 1998.